# Brooklyn (Wisconsin)
Brooklyn es una villa ubicada en los condados de Dane y Green en el estado estadounidense de Wisconsin. En el Censo de 2010 tenía una población de 1.401 habitantes y una densidad poblacional de 496,72 personas por km².

## Geografía
Brooklyn se encuentra ubicada en las coordenadas 42°51′11″N 89°22′20″O / 42.85306, -89.37222. Según la Oficina del Censo de los Estados Unidos, Brooklyn tiene una superficie total de 2.82 km², de la cual 2.82 km² corresponden a tierra firme y (0.09%) 0 km² es agua.

## Demografía
Según el censo de 2010, había 1.401 personas residiendo en Brooklyn. La densidad de población era de 496,72 hab./km². De los 1.401 habitantes, Brooklyn estaba compuesto por el 95.07% blancos, el 2% eran afroamericanos, el 0.07% eran amerindios, el 0.57% eran asiáticos, el 0% eran isleños del Pacífico, el 1.14% eran de otras razas y el 1.14% pertenecían a dos o más razas. Del total de la población el 5.85% eran hispanos o latinos de cualquier raza.